# Премацци, Луиджи
Луи́джи Према́цци (Людвиг Осипович Премацци, Примацци, итал. Luigi Premazzi; 3 января 1814, Милан — 29 декабря 1891, Константинополь) — итальянский и русский живописец, мастер пейзажной акварели, важная фигура среди петербургских художников времён «великих реформ» и контрреформ, педагог. Академик (с 1854) и профессор (с 1861) Императорской Академии художеств, один из учредителей и активный участник Общества русских акварелистов (с 1880).

## Биография
Луиджи Премацци родился в Милане 3 января 1814 года.
Поступив в Академию Брера в Милане, изучал перспективную живопись у профессора Джованни Мильяра.
В 1834 году переехал в Петербург.
В 1848 году Луиджи Премацци под именем Людвига Осиповича был принят учителем рисования в дом княгини Изабеллы Гагариной.
В 1850 году во время натурных зарисовок в Петергофе его заметил Николай I, прогуливавшийся по парку. Император заказал художнику серию рисунков, изображающих Александрию и кронштадтские укрепления. С этого времени начинается взлёт Премацци как художника, и он становится популярным при дворе и в высших кругах аристократии.
В феврале 1851 года, за представленные в Императорскую Академию художеств перспективные акварели, Премацци был признан «назначенным» в академики с разрешением написать программу на искомое звание — виды интерьеров церкви Конногвардейского полка; в октябре 1854 года, за исполнение названных работ, Премацци был избран академиком, а в августе 1861-го — удостоен звания профессора «по перспективной акварельной живописи» с формулировкой «за особенное искусство и познания в художествах». Кроме службы в Академии художеств также преподавал в училище барона А. Л. Штиглица (с 1871) и в частном порядке; наиболее известными учениками Премацци были Альберт Бенуа и Михаил Виллие.
С 1850 года по заданиям императорского двора и Морского ведомства Премацци много путешествует, особенно по Северному Причерноморью. Виды Крыма и Николаева, построек Морского ведомства, верфей и административных зданий, написанные в это время, вошли в альбом, выпущенный к 25-летию царствования Николая I. Премацци пытался изображать и корабли, но это ему не удавалось, поэтому изображения кораблей создавались или профессиональными художниками морского ведомства, или моряками-художниками.
В 1880 году при участии Премацци в Петербурге был учреждён Кружок (впоследствии — Общество) русских акварелистов.
Награждён орденом Святого Станислава 3-й степени.
Премацци умер в Константинополе. Был похоронен в Петербурге на Выборгском католическом кладбище (участок Святого Якова); в 1940 году, в связи с закрытием и уничтожением кладбища, останки Премацци вместе с частично сохранившимся надгробием были перенесены в Александро-Невскую лавру на Тихвинское кладбище — Некрополь мастеров искусств.

## Работы в России
Несколько работ Премацци находятся в Русском музее в Петербурге. Более 70 акварелей и рисунков хранится в Эрмитаже, несколько работ есть также в Центральном военно-морском музее.
- Примеры работ Л. О. Премацци